# Catocala lucilla
Catocala lucilla är en fjärilsart som beskrevs av Richard Dane Worthington 1883. Catocala lucilla ingår i släktet Catocala och familjen nattflyn. Inga underarter finns listade i Catalogue of Life.

## Bildgalleri

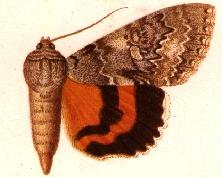